# Mike Brown (ishockeyspelare)
Michael Steven "Mike" Brown, född 24 juni 1985, är en amerikansk professionell ishockeyspelare som spelar för Cleveland Monsters i AHL. Han har tidigare representerat Vancouver Canucks, Anaheim Ducks, Toronto Maple Leafs, Edmonton Oilers och San Jose Sharks.
Brown draftades i femte rundan i 2004 års draft av Vancouver Canucks som 159:e spelare totalt.